# Gle Karieng
Gle Karieng är en kulle i Indonesien.   Den ligger i provinsen Aceh, i den västra delen av landet, 1 800 km nordväst om huvudstaden Jakarta. Toppen på Gle Karieng är 37 meter över havet.
Terrängen runt Gle Karieng är platt. Havet är nära Gle Karieng åt nordost.Runt Gle Karieng är det mycket tätbefolkat, med 1 177 invånare per kvadratkilometer. Närmaste större samhälle är Sigli, 6,6 km öster om Gle Karieng. Trakten runt Gle Karieng består till största delen av jordbruksmark.